# نهر أليتش
نهر أليتش (Aletschgletscher، ‎de‏) أو نهر أليتش الكبير (Grosser Aletschgletscher) هو أكبر نهر جليدي في جبال الألب. يبلغ طوله حوالي 23 كـم (14 ميل) (2014)، وحجمه 15.4 كـم3 (3.7 ميل3) (2011)، ويغطي حوالي 81.7 كـم2 (31.5 ميل مربع) (2011) في الجزء الشرقي من جبال بيرنيز الألب في كانتون فاليه سويسرا. يتكون نهر أليتش من أربعة أنهار جليدية أصغر تتجمع في Konkordiaplatz، حيث تم قياس سمكه من قبل ETH ليكون لا يزال قريبًا من 1 كـم (3,300 قدم).[بحاجة لمصدر] ثم يستمر نحو وادي نهر الرون قبل أن يولد نهر ماسّا. نهر أليتش هو – مثل معظم الأنهار الجليدية في العالم اليوم – نهر جليدي متراجع. اعتبارًا من عام 2016، منذ عام 1980 فقد 1.3 كيلومتر (0.81 ميل) من طوله، ومنذ عام 1870 فقد 3.2 كيلومتر (2.0 ميل)، وفقد أيضًا أكثر من 300 متر (980 قدم) من سمكه.
تعتبر المنطقة بأكملها، بما في ذلك الأنهار الجليدية الأخرى، جزءًا من Jungfrau-Aletsch المنطقة المحمية، التي تم إعلانها موقع التراث العالمي لليونسكو في عام 2001.

## الجغرافيا
يُعد نهر أليتش واحدًا من العديد من الأنهار الجليدية الواقعة بين كانتوني برن وفاليه في جبال بيرنيز الألب، التي تقع شرق ممر جيمي. تعتبر المنطقة بأكملها أكبر منطقة جليدية في غرب أوراسيا. تقع كل من نهر فيشر ونهر آرا الجليديين في الشرق ولديهما امتدادات مشابهة.

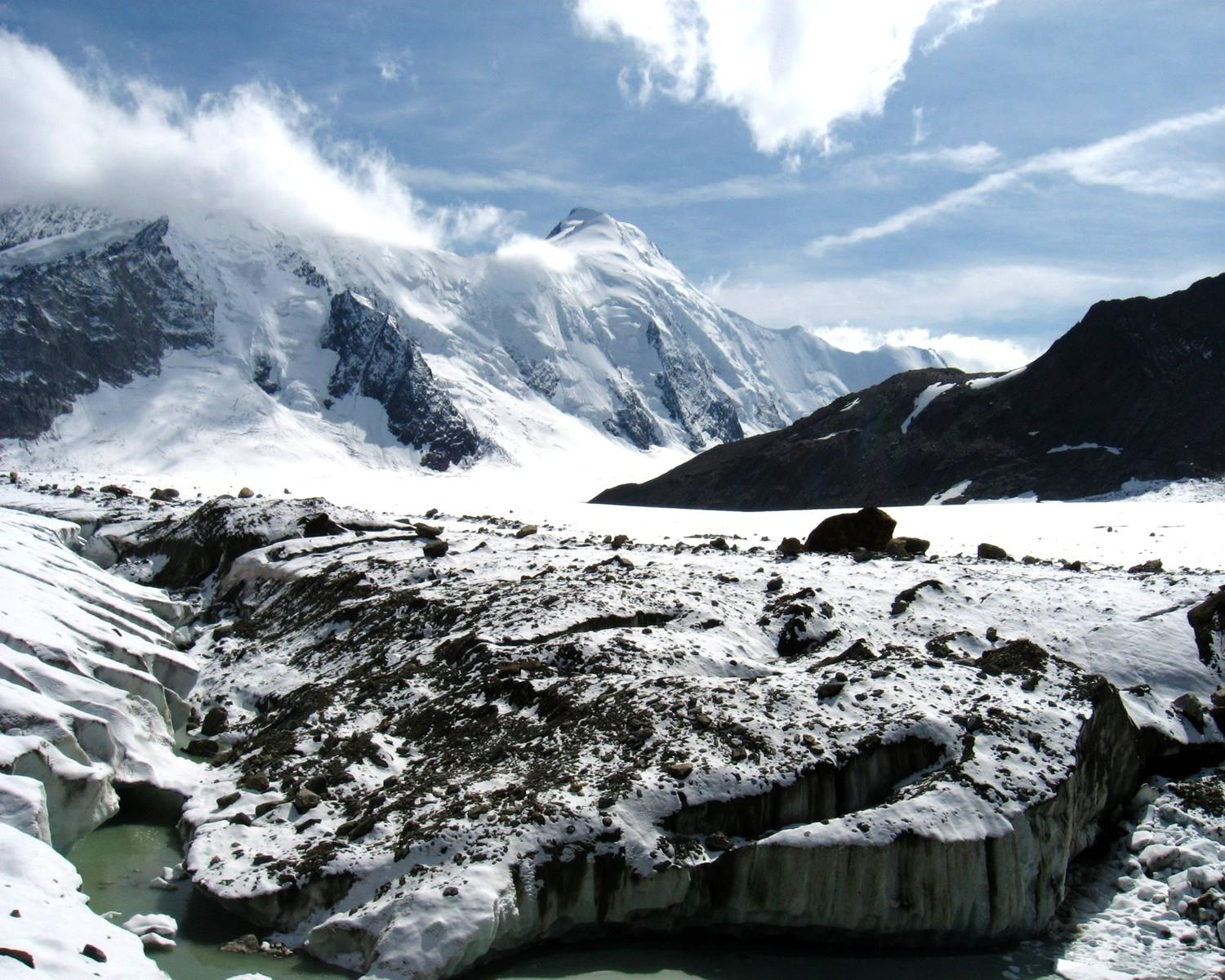
في كونكورديا

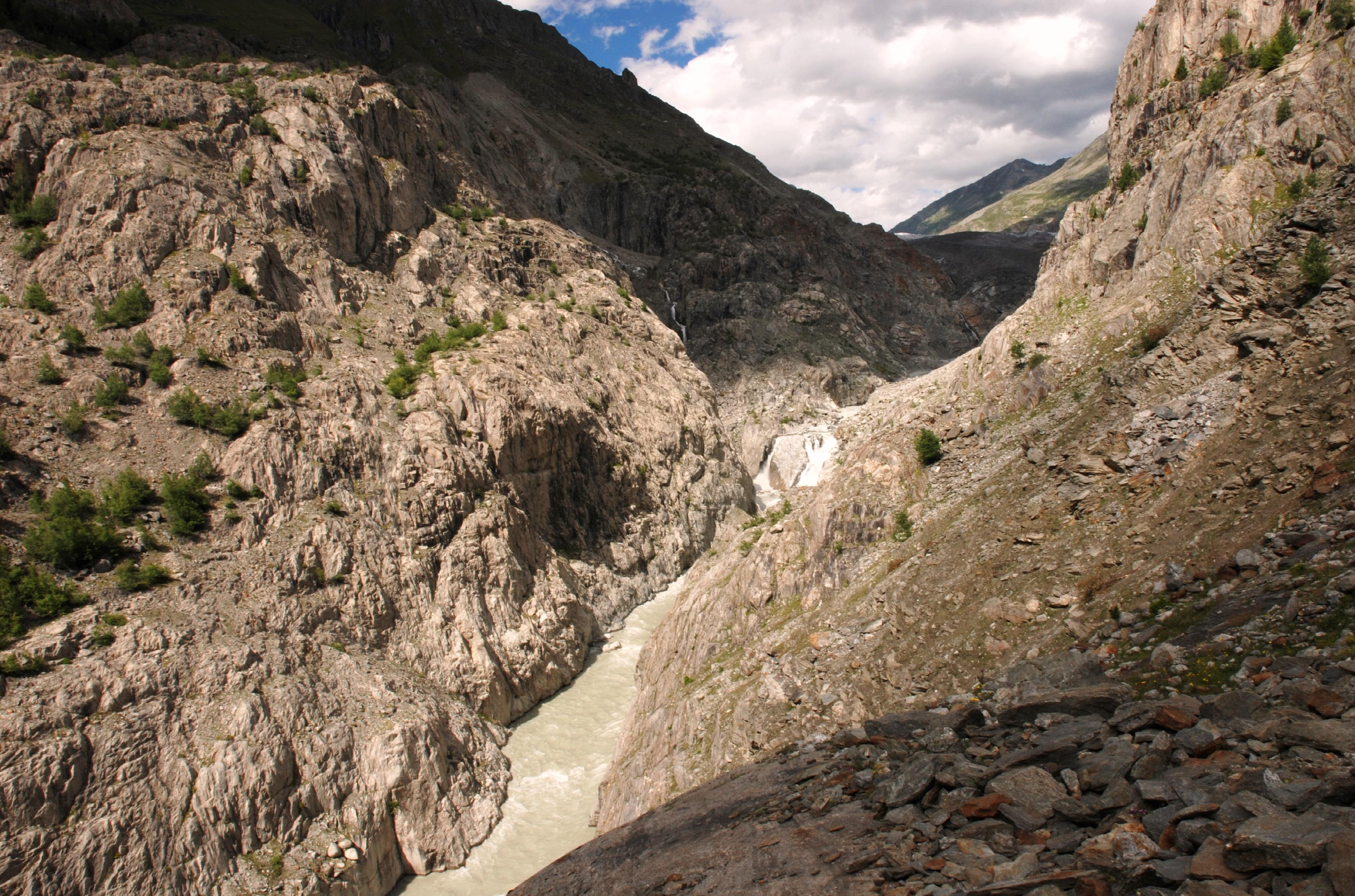
بداية نهر ماسّا (النهر الجليدي مرئي على اليمين)

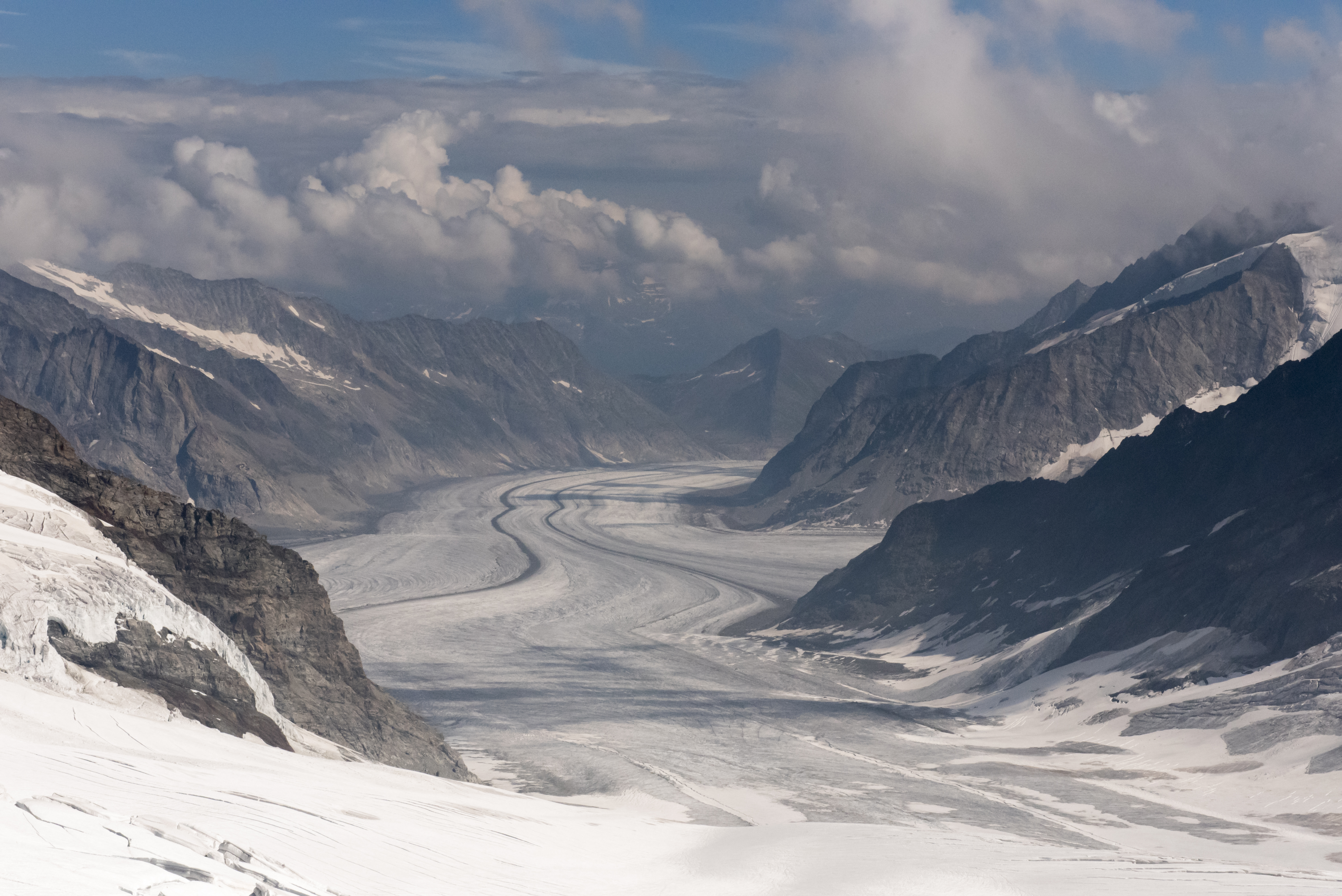
منظر نحو الأسفل، من قمة يونغفراو فيرن

باستثناء فينستيرارون، تقع جميع القمم الأعلى في جبال بيرنيز الألب ضمن حوض تصريف النهر الجليدي. تشكل يونغفراو ومونش الحدود الشمالية؛ بينما تقع غروس فيشرهورن وغروس واننهورن على الجانب الشرقي؛ وأخيرًا النقطة العليا، أليتشهورن (4,193 م (13,757 قدم)) تقع على الجانب الغربي.
قبل الوصول إلى التدفق الأقصى، تتجمع أربعة أنهار جليدية أصغر في Konkordiaplatz:
- من المصب الغربي يتدفق غروسر أليتشفيرن, الذي يجري على طول القدم الشمالية لـ أليتشهورن ودريايخهورن. يتم تزويد غروسر أليتشفيرن من الشمال بواسطة ثلاثة فيرن ملحوظة: Äbeni Flue-Firn، Gletscherhornfirn، وKranzbergfirn. جميع هذه الفيرن تبدأ عند حوالي 3,800 م (12,500 قدم). من Äbeni Flue-Firn إلى Konkordiaplatz، يبلغ طول غروسر أليتشفيرن 9 كـم (5.6 ميل) وعرضه حوالي 1.5 كـم (0.93 ميل) في المتوسط. من الغرب، يتصل غروسر أليتشفيرن بـ لانغ غليتشر عبر ممر جليدي مرتفع يبلغ 3,158 م (10,361 قدم)، وهو Lötschenlücke، إلى Lötschental.
- من المصب الشمالي الغربي يتدفق يونغفراوفيرن. يمثل هذا الفيرن في الواقع الاستمرار المباشر لنهر أليتش، لكنه الأقصر من الأربعة الأنهار الجليدية الفرعية. ينشأ من الجناح الجنوبي لـ مونش والجناح الشرقي لـ يونغفراو مع جنيفروتش في المنتصف. حتى Konkordiaplatz، يُعتبر يونغفراوفيرن طويلاً 7 كـم (4.3 ميل)، ويعود ليحيط بـ كرانزبرغ من الغرب وترغبرغ من الشرق. عند أعلى نقطة له، يكون عرضه 2 كـم (1.2 ميل)، وأدناه لا يزال جيدًا بحوالي 1 كـم (0.62 ميل).
- من المصب الشمالي يتدفق Ewigschneefäld ("حقل الثلج الأبدي")، حيث يبدأ عند الجناح الشرقي لـ مونش. في كوع، يحيط بـ ترغبرغ من الغرب وغروس فيشرهورن وغرونهورن من الشرق، ويتدفق إلى Konkordiaplatz. حتى هنا، يبلغ طوله حوالي 8 كـم (5.0 ميل) وعرضه حوالي 1.2 كـم (0.75 ميل) في المتوسط. عند المصب في Konkordiaplatz، يتبع ارتفاعًا مع انخفاض من 25 إلى 30 في المئة؛ هنا، ينقسم النهر الجليدي بشكل حاد. إلى الشمال، يمر Ewigschneefäld عبر الممر المغطى بالثلج Unners Mönchsjoch (3,518 م (11,542 قدم))، المتصل بمنطقة تجميع Ischmeer (الألمانية السويسرية ل "البحر الجليدي"). من خلال Obere Mönchsjoch (3,624 م (11,890 قدم)) بين مونش وترغبرغ يتواجد اتصال مع يونغفراوفيرن.
- من الشرق، تصل أصغر فيرن إلى Konkordiaplatz: Grüneggfirn. تبدأ ذراعه الشمالية أسفل غرونيغهورن (3,860 م (12,660 قدم)). تجمع الذراع الجنوبية ثلوجها وجليدها في الوعاء المحاط بـ Wyssnollen، فيشير غابيلورن (3,866 م (12,684 قدم))، وChamm. بين القمم Wyssnollen وغرونهورنلي يتصل ممر جليدي آخر، Grünhornlücke (3,279 م (10,758 قدم))، بـ Fieschergletscher. يدخل Grüneggfirn إلى Konkordiaplatz في فجوة بين الجوانب الجبلية Grünegg إلى الشمال وFülberg إلى الجنوب. على الجانب الغربي من Fülberg، تطل كوخ كونكورديا (كوخ جبلي) على整个 Konkordiaplatz على ارتفاع 2,850 م (9,350 قدم).

جنوب كونكورديا بلاتز، يتجه الجليد نحو وادي Oberwallis (أوبر فالي)، وعلى الجانب الشرقي، بالقرب من Bettmeralp، توجد بحيرة جليدية صغيرة، Märjelensee (2,301 م ())؛ من الجانب الغربي كان يدخل Mittelaletschgletscher، ولكن منذ نهاية القرن العشرين فقدت الصلة مع نهر أليتش. في الأسفل، حتى حوالي عام 1880، كان Oberaletschgletscher أيضًا يدخل نهر أليتش عند مصبه. لكن منذ ذلك الحين، تراجعت كلا الجليدين لدرجة أنهما لم يعودا متصلين (تراجع الجليد العلوي حوالي 1.3 كم من نقطة الاتصال مع نهر أليتش)، ولكن كلاهما الآن يعمل فقط كمصدر لنهر مسا. يتدفق النهر عبر بحيرة Gibidum (خزان، ويعبر عن منطقة مصب الجليد في القرن التاسع عشر، والذي تراجع لأكثر من 4 كم) ووادٍ بنفس الاسم قبل أن يصل إلى نهر الرون بالقرب من Brig.

## السياحة
منطقة نهر أليتش وبعض الأودية المحيطة مدرجة في قائمة يونسكو المواقع التراثية العالمية، وبالتالي فهي محمية، وتكون المرافق مقيدة في الغالب للمناطق الخارجية. توفر المنطقة بين بيلالب، Riederalp وBettmeralp (التي تُعرف باسم منطقة أليتش) الوصول إلى الجزء السفلي من الجليد. يعتبر بيتميرورن ويغيشورن من نقاط المشاهدة الشهيرة ويمكن الوصول إليهما بواسطة التلفريك. منذ عام 2008، يمكن عبور نهر Massa عبر جسر معلق، مما يتيح القيام برحلات بين الجزء الأيسر والأيمن من الجليد.
تقدم محطة قطار Jungfraujoch (3,450 م) وصولاً مباشرًا إلى الجليد العلوي وكذلك الطريق المعتاد إلى يونغفراو. يمكن الوصول إليها فقط من إنترلاكن في كانتون برن. تمر مسارات المشي بجوار Konkordia هوت أو Hollandia Hut، وتصل في النهاية إلى جليد آخر في الكتلة الجليدية.
في Riederfurka، على ارتفاع 2,065 مترًا بين Riederalp والجليد، يقع فيلا كاسل التاريخية، وهي مقر صيفي سابق للعديد من الضيوف المشهورين والمؤثرين من عوالم السياسة والمالية. المنزل الآن هو أحد المراكز التابعة لمنظمة البيئة برو ناتورا ‏، التي تستضيف معرضًا دائمًا حول الموقع.

## بانوراما
من Konkordiaplatz، يتمتع نهر أليتش بعرض يبلغ حوالي 1.5 كم ويتحرك بمعدل 180 م سنويًا نحو الجنوب الشرقي في اتجاه وادي Rhône، حيث تحده Dreieckhorn من الغرب وWannenhorn الكبير من الشرق. ثم يأخذ انحناءة كبيرة للجهة اليمنى ويميل بشكل أقرب نحو الجنوب الغربي، ويجري عبر حافة يغيشورن وبيتميرورن من وادي الرون. الجزء الأدنى من نهر أليتش الكبير مغطى بشكل كبير بالفتات من الأنهار الجليدية الجانبية والوسطى. تقع قمة الجليد حاليًا على ارتفاع حوالي 1560 م، بعيدًا عن خط الشجر المحلي. من هنا ينبع تيار الماسا، الذي يتدفق عبر وادي الماسا ويستخدم لتوليد الطاقة الكهرومائية. يستمر في النصف العلوي من Brig، وفي النهاية يدخل إلى Rhône.

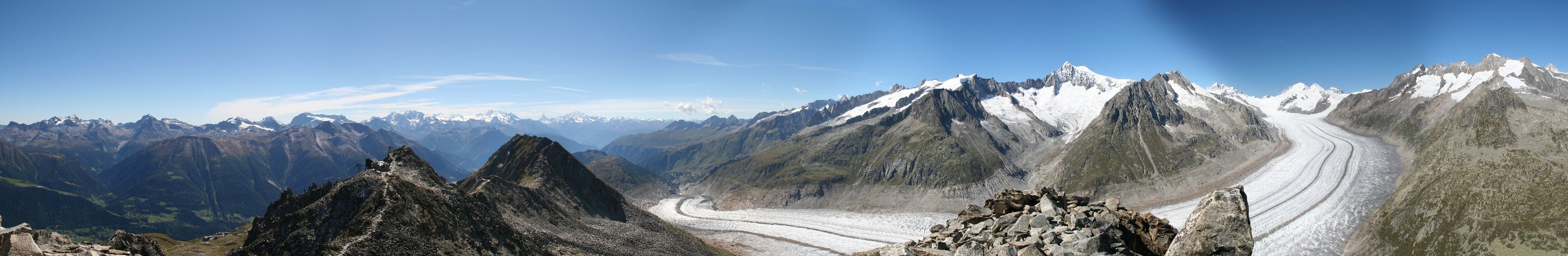
نهر أليتش من يغيشورن (سبتمبر 2007)

يظهر نهر أليتش الكبير تغطية جليدية كبيرة. عند Konkordiaplatz، يمتلك غطاءً جليديًا يزيد عن 900 م، ولكن مع تحركه نحو الجنوب، تذوب معظم الجليد، مما يقلل تدريجيًا الغطاء إلى حوالي 150 م.
تجري الأنهار الجليدية النصفية المظلمة المميزة، الموجودة تقريبًا في منتصف الجليد، في حزامين ممتدين من Konkordiaplatz على طول طول الجليد إلى منطقة قاعدة الجليد. يتم جمع هذه الأنهار الجليدية من جليد ثلاثة حقول جليدية كبيرة، والتي تتجمع جميعها. سميت الأنهار الجليدية الغربية باسم Kranzbergmoräne، والشرقية باسم Trugbergmoräne.

## التكوين والتطور

يمكن رؤية تراجع طفيف وبعض التخفيف بين 1990 و2000

نتج نهر أليتش من تراكم وضغط الثلوج. تتشكل الأنهار الجليدية بشكل عام حيث يتجاوز تراكم الثلوج والجليد ذوبان الثلوج والجليد. مع تكثف الثلوج والجليد، تصل إلى نقطة تبدأ فيها الحركة بسبب مزيج من الجاذبية وضغط الثلوج والجليد العلوية.
خلال الفترات الجليدية الأخيرة، كان نهر أليتش أكبر بكثير مما هو عليه الآن. قبل 18,000 سنة، كانت الجزء السفلي من السلسلة الجبلية، بين Riederalp والجليد، مغطاة بالكامل بالجليد. فقط قمم Bettmerhorn وEggishorn وFusshörner كانت فوق الجليد. بعد تراجع كبير، تقدم الجليد مرة أخرى قبل 11,000 سنة خلال آخر فترة جليدية. وصل الجليد إلى وادي الرون، وجليده إلى Riederfurka. لا تزال الأنهار الجليدية المتبقية مرئية في غابة أليتش.

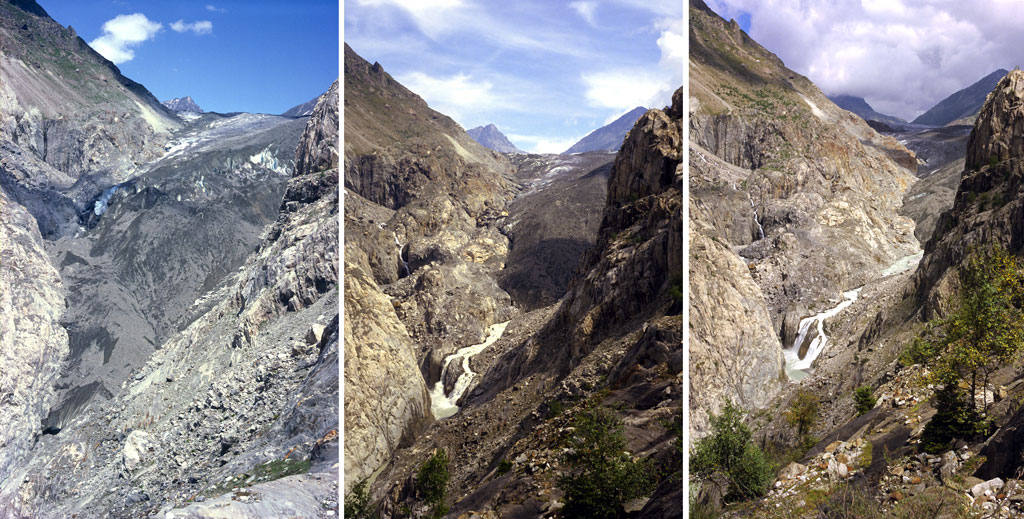
تراجع نهر أليتش في جبال الألب السويسرية (الوضع في 1979، 1991 و2002)، بسبب الاحترار العالمي.

منذ آخر فترة جليدية، تراجع الجليد بشكل عام. ومع ذلك، حدثت تغييرات مناخية طفيفة، وفي عام 1860، كان الجليد أطول بمقدار 3 كم وارتفاع الجليد 200 م أعلى.
كما هو الحال مع العديد من الأنهار الجليدية الأخرى، تظهر السجلات اتجاه تراجع طويل الأجل كبير. تراجع نهر أليتش بمقدار 3.2 كم منذ عام 1870، بما في ذلك 1.3 كم منذ عام 1980. سجل تراجعًا قياسيًا يبلغ 114.6 متر (376 قدم) حدث في عام 2006 وحده.
منذ نهاية العصر الجليدي الصغير في عام 1850، فقد الجليد 20 في المئة من كتلته الجليدية، وهو أقل بكثير من الأنهار الجليدية الأخرى في سويسرا، التي فقدت ما يصل إلى 50 في المئة. ويُفسر ذلك بالحجم الكبير لنهر أليتش، الذي يتفاعل بشكل أبطأ بكثير مع التغير المناخي مقارنة بالأنهار الجليدية الأصغر. ومع ذلك، يُقدر أنه بحلول عام 2100، سيكون للجليد فقط عُشر كتلته الجليدية لعام 2018.

## الملاحظات والمراجع
1. 1 2 3 4  "Grosser Aletschgletscher, Naters / Ried-Mörel (VS)". glaciology.ethz.ch. Zurich, Switzerland: Swiss Glacier Monitoring VAW/ETHZ & EKK/SCNAT. مؤرشف من الأصل في 2016-03-08. اطلع عليه بتاريخ 2016-03-18.
2. 1 2  Andres Betschart, ed. (2011). "عالم الأنهار الجليدية" (PDF) (بالألمانية والإنجليزية) (1 ed.). Naters, Switzerland: Stiftung UNESCO Welterbe Schweizer Alpen Jungfrau-Aletsch, Managementzentrum. Archived from the original (PDF) on 2016-04-14. Retrieved 2016-02-14.
3. 1 2  "جبال الألب السويسرية يونغفراو-أليتش". unesco.org. باريس، فرنسا: مركز التراث العالمي لليونسكو 1992-2016، الأمم المتحدة. 13 ديسمبر 2001. مؤرشف من الأصل في 2012-05-24. اطلع عليه بتاريخ 2016-03-18.
4. ↑  "مركز برو ناتورا أليتش – التاريخ". pronatura.ch. Riederalp, VS, Switzerland: مركز برو ناتورا أليتش. مؤرشف من الأصل في 2009-08-13. اطلع عليه بتاريخ 2016-03-18.
5. ↑  "الجليد يبدأ في الذوبان..." pronatura.ch. Riederalp, VS, Switzerland: مركز برو ناتورا أليتش. مؤرشف من الأصل في 2024-11-23. اطلع عليه بتاريخ 2016-03-18.
6. 1 2  "تغير طول الجليد". glaciology.ethz.ch. Zurich, Switzerland: Swiss Glacier Monitoring VAW/ETHZ & EKK/SCNAT. مؤرشف من الأصل في 2017-11-28. اطلع عليه بتاريخ 2016-03-18.
7. ↑  Luigi Jorio (16 يوليو 2007). "يتفقد الخبراء الأنهار الجليدية مع ذوبانها". برن، سويسرا: swissinfo.ch – الخدمة الدولية لشبكة البث السويسري. مؤرشف من الأصل في 2008-12-19. اطلع عليه بتاريخ 2016-03-18.
8. ↑  "تغيرات طول الجليد لعام 2006". glaciology.ethz.ch. Zurich, Switzerland: Swiss Glacier Monitoring VAW/ETHZ & EKK/SCNAT. مؤرشف من الأصل في 2016-03-28. اطلع عليه بتاريخ 2016-03-18.
9. ↑  Prantl, Dominik (11 Aug 2018). "ذوبان الجليد في جبال الألب" [Glacier melting in the Alps]. Sueddeutsche Zeitung (بالألمانية). Archived from the original on 2025-02-10. Retrieved 2018-08-13.

## قراءات إضافية
- Holzhauser، Hanspeter؛ Magny، Michel؛ Zumbuühl، Heinz J. (2005). "تغيرات الجليد ومستوى البحيرات في غرب ووسط أوروبا على مدار 3500 سنة مضت" (PDF). The Holocene. ج. 15 ع. 6: 789–801. DOI:10.1191/0959683605hl853ra. مؤرشف من الأصل (PDF) في 2008-12-17.

## روابط خارجية
- الفيلم الوثائقي "إرث الجليد العظيم أليتش"
- منطقة جبال الألب السويسرية يونغفراو-أليتش تراث إنساني عالمي
- جليد أليتش الكبير على الإنترنت
- رسم بانورامي للمنطقة بما في ذلك المسارات
- صور متكررة تفاعلية لمقارنة جليد أليتش
- كاميرا ويب تطل على جليد أليتش وميدان كونكورديا من كوخ كونكورديا